# Scafisme
Scafisme, ook wel aangeduid als de boten, was een oude (rond 401 v.Chr.) Perzische executiemethode. De naam is afkomstig van het Griekse skaphe, dat 'uitgehold' betekent. De moordenaar van Cyrus de Jongere is waarschijnlijk op deze manier geëxecuteerd op last van de Perzische koning Artaxerxes II. Dit is ook de enige bekende en gedocumenteerde situatie waar deze methode waarschijnlijk is gebruikt.

## Uitvoering
De veroordeelde werd naakt vastgebonden in een holle boomstam of in een afgedekte boot, waarbij hoofd en ledematen uitstaken. Vervolgens werd hij gedwongen grote hoeveelheden honing te eten zodat hij diarree ontwikkelde, en werden uitstekende lichaamsdelen met honing ingesmeerd. Ten slotte werd de boom of boot met de veroordeelde erin in de zon achtergelaten of een vijver opgevaren.
De uitwerpselen zouden zich in de boot ophopen, en de veroordeelde werd op deze manier gedwongen in zijn eigen vuil te liggen terwijl insecten op de honing en uitwerpselen afkwamen. Uiteindelijk zou de veroordeelde huidinfecties en gangreen ontwikkelen waardoor nog meer insecten op de rottingslucht afkwamen. Na enkele dagen was de veroordeelde doorgaans niet meer bij vol bewustzijn door de deliria. De veroordeelde overleed uiteindelijk aan een combinatie van ondervoeding, dehydratie en sepsis. 
De executiemethode was zeer langdurig en pijnlijk. Door de veroordeelde iedere dag, al dan niet gedwongen, te laten eten en drinken en eventueel nog meer honing te geven, kon het lijden van de veroordeelde nog worden opgerekt. Volgens Plutarchus duurde het zeventien dagen voor de moordenaar van Cyrus de Jongere, veroordeeld tot deze straf, dood was.

## Gerelateerde methoden
Soortgelijke martel- en executiemethoden kwamen in andere landen ook voor. Voorbeelden zijn:
- In Spanje bestond een schandpaal in de vorm van een ton, waarin de veroordeelde lange tijd moest zitten. Hierdoor zat hij gehurkt in zijn eigen ontlasting.
- Zowel Afrikaanse als Amerikaanse volken zouden mensen hebben geëxecuteerd door ze in te smeren met honing en op een mierenhoop achter te laten.
- In Siberië lieten sommige inheemse volken hun veroordeelden in de zomer aan een boom vastgebonden achter, zodat de muggen en steekvliegen hem zouden vinden. De dood trad meestal in door ondervoeding, dehydratie en sepsis. Ook in de Goelag werd dit weleens gedaan.
- In de Algerijnse onafhankelijkheidsstrijd werden collaborerende Algerijnen ter dood gebracht door hun penis en testikels af te snijden, en het slachtoffer tot zijn nek te begraven, waarna zijn geslachtsdeel in zijn mond werd gepropt. Het nog levende slachtoffer werd vervolgens achtergelaten waardoor bloedverlies, honger, dorst en insecten de rest deden.